# Museo de la cerveza y Oktoberfest

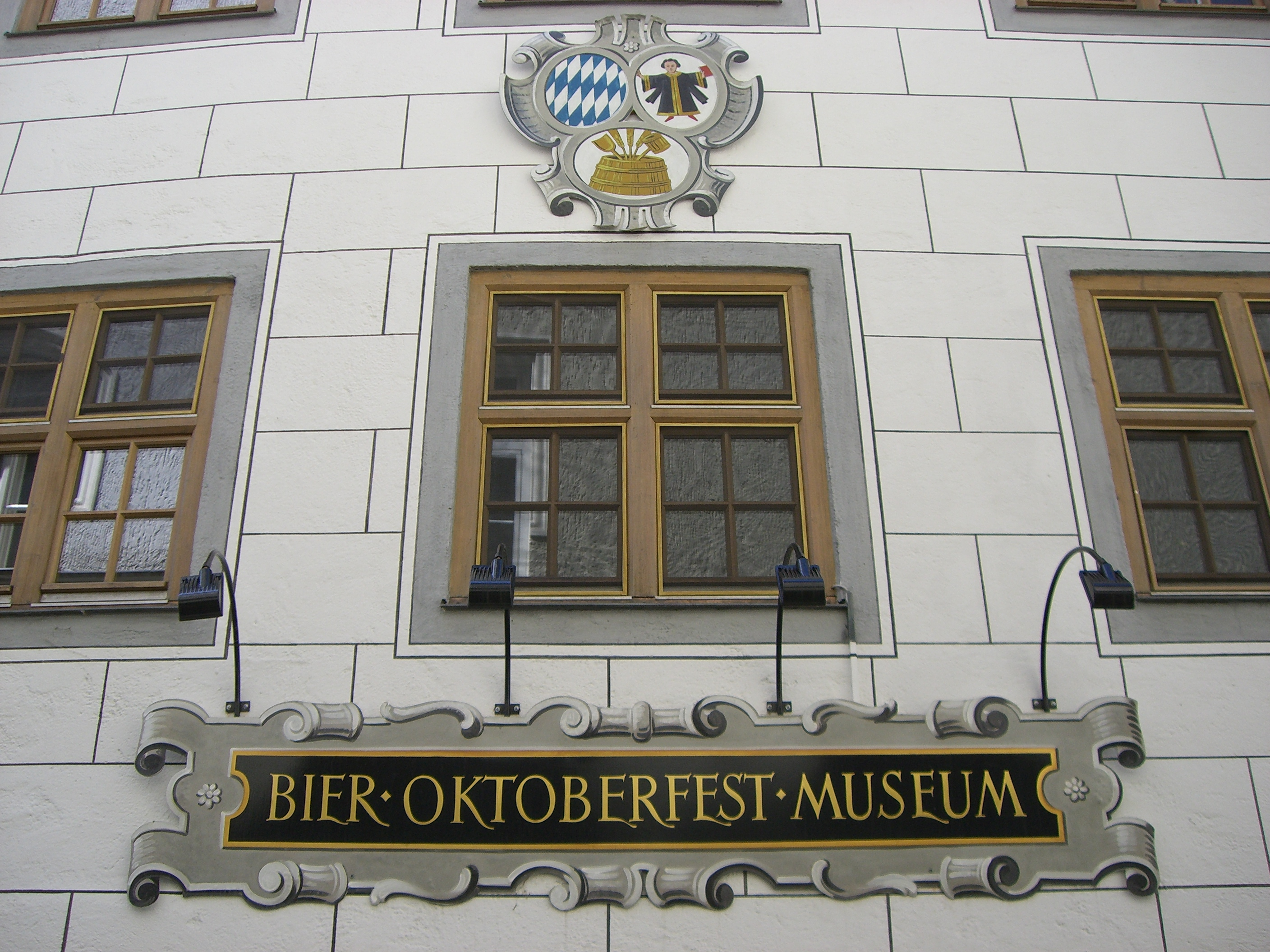
Placa identificatória

El Museo de la cerveza y Oktoberfest (en alemán: Bier- und Oktoberfestmuseum) en Múnich es un museo dedicado a la historia de la cerveza y de Oktoberfest.
Se abrió el 7 de septiembre de 2005, con sede en una antigua residencia en el centro de la ciudad, construida en 1327. En el suelo de la planta baja se muestra la historia de la cerveza. En el piso superior se expone la historia del Oktoberfest.
En la planta baja también hay un bar especializado en cerveza.